# Galea
|  | Per a altres significats, vegeu «Galea (rosegador)». |

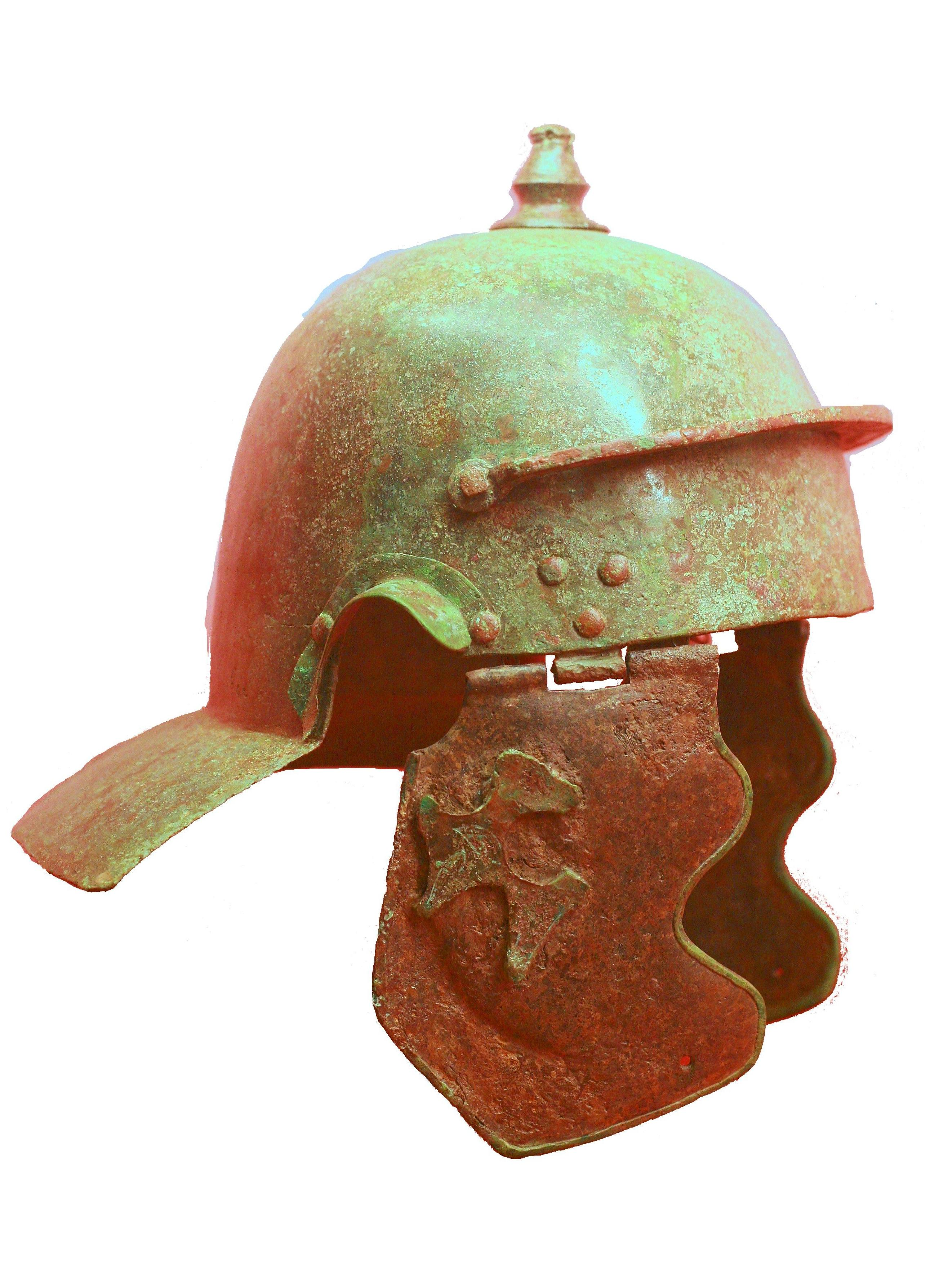
Casc tipus imperial o galea

El casc imperial o  galea  és un tipus de casc militar romà usat per les legions romanes de l'època de l'Imperi. Va substituir al Casc de Montefortino i al Casc Coolus.
Originàriament els cascs o elms eren fets de pell o cuiro, del que "galea" deriva el nom (literalment de la paraula grega κυνέη, "pell de gos"). El nom es va estendre als elms fets de bronze o ferro. La base de cuiro era sovint adornada amb bronze o amb or. Els elms o cascs de base metàl·lica portaven el nom de cassides (cassis), encara que les galees i les cassides es confonien sovint.
El casc, sobretot quan era de cuiro o pell, era un capell ajustat al cap, sense cap més afegit. En aquest estat l'usaven els caçadors (galea venatoria).
Els afegits principals als elms de cuiro van ser les làmines protectores, entre una i quatre, sempre de dalt a baix. La cresta estava feta generalment de crinera de cavall (només una, però també existien elms amb dues crestes i fins i tot en algun cas amb tres) usades especialment pels sacerdots, i que més tard distingien els centurions. Les peces laterals moltes vegades decorades, que protegien les galtes i eren sempre dues, es podien moure amb unes frontisses, i amb uns cordons als seus extrems servien per a lligar l'elm al cap. Duien una visera i de vegades un visor que els tapava els ulls, encara que aquest tipus era més usat pels gladiadors.